# Andreas Otterling
Andreas Otterling (ur. 25 maja 1986) – szwedzki lekkoatleta specjalizujący się w skoku w dal.
W 2015 zdobył brązowy medal halowych mistrzostw Europy w Pradze.
Złoty medalista mistrzostw Szwecji oraz reprezentant kraju w drużynowych mistrzostwach Europy i meczach międzypaństwowych. 
Rekordy życiowe: stadion – 8,06 (22 lipca 2015, Karlstad); hala – 8,12 (17 lutego 2016, Sztokholm).

## Osiągnięcia
| Rok  | Impreza                                 | Miejsce    | Pozycja           | Wynik |
| ---- | --------------------------------------- | ---------- | ----------------- | ----- |
| 2011 | Halowe mistrzostwa Europy               | Paryż      | el. – 18. miejsce | 7,63  |
| 2013 | Halowe mistrzostwa Europy               | Göteborg   | el. – 22. miejsce | 7,39  |
| 2015 | Halowe mistrzostwa Europy               | Praga      | 3. miejsce        | 8,06  |
| 2015 | Superliga drużynowych mistrzostw Europy | Czeboksary | 4. miejsce        | 7,98w |